# Gibbafroneta
Gibbafroneta gibbosa es una especie de araña araneomorfa de la familia Linyphiidae. Es el único miembro del género monotípico Gibbafroneta.

## Distribución
Es un endemismo de la República Democrática del Congo. 